# Altenfelden
Altenfelden település Ausztriában, Felső-Ausztria tartományban, a Rohrbachi járásban, területe 26,33 km².

## Fekvése
Tengerszint feletti magassága 598 méter. Altenfelden Arnreit, Neufelden, Kleinzell im Mühlkreis, Kirchberg ob der Donau, Niederkappel, Lembach im Mühlkreis és Hörbich településekkel határos.

## Népesség
Lakosainak száma 2219 fő (2018. január 1.).